# Florian Mayer
Florian Mayer (født 5. oktober 1983 i Bayreuth, Vesttyskland) er en tysk tennisspiller, der blev professionel i 2001. Hans højeste placering på ATP's verdensrangliste er en 33. plads, som han opnåede i september 2004.

## Grand Slam
Mayers bedste Grand Slam resultat i singlerækkerne kom ved Wimbledon i 2004, hvor han nåede frem til kvartfinalerne.